# Gryllotalpa obscura
Gryllotalpa obscura is een rechtvleugelig insect uit de familie veenmollen (Gryllotalpidae). De wetenschappelijke naam van deze soort is voor het eerst geldig gepubliceerd in 1966 door Lucien Chopard.